# Bonneuil-les-Eaux

Bonneuil-les-Eaux este o comună în departamentul Oise, Franța. În 1 ianuarie 2022 avea o populație de 780 de locuitori.